# Тажрибе
Тажрибе (каз. Тәжірибе, до 201? г. — Опытное) — упразднённое село в Мугалжарском районе Актюбинской области Казахстана. Входило в состав Журынского сельского округа. Упразднено в 2018 г. Код КАТО — 154845500.

## Население
В 1999 году население села составляло 244 человека (122 мужчины и 122 женщины). По данным переписи 2009 года, в селе проживало 137 человек (68 мужчин и 69 женщин).